# Roost-Warendin
Roost-Warendin település Franciaországban, Nord megyében. Lakosainak száma 5966 fő (2022. január 1.). Roost-Warendin Raimbeaucourt, Douai, Auby, Flers-en-Escrebieux és Râches községekkel határos.

## Népesség
A település népessége az elmúlt években az alábbi módon változott:
| Lakosok száma | 6152 | 6099 | 6247 | 6141 | 6089 | 6037 | 5985 | 5976 | 5966 |
|               | 2013 | 2015 | 2016 | 2017 | 2018 | 2019 | 2020 | 2021 | 2022 |